# Lusk

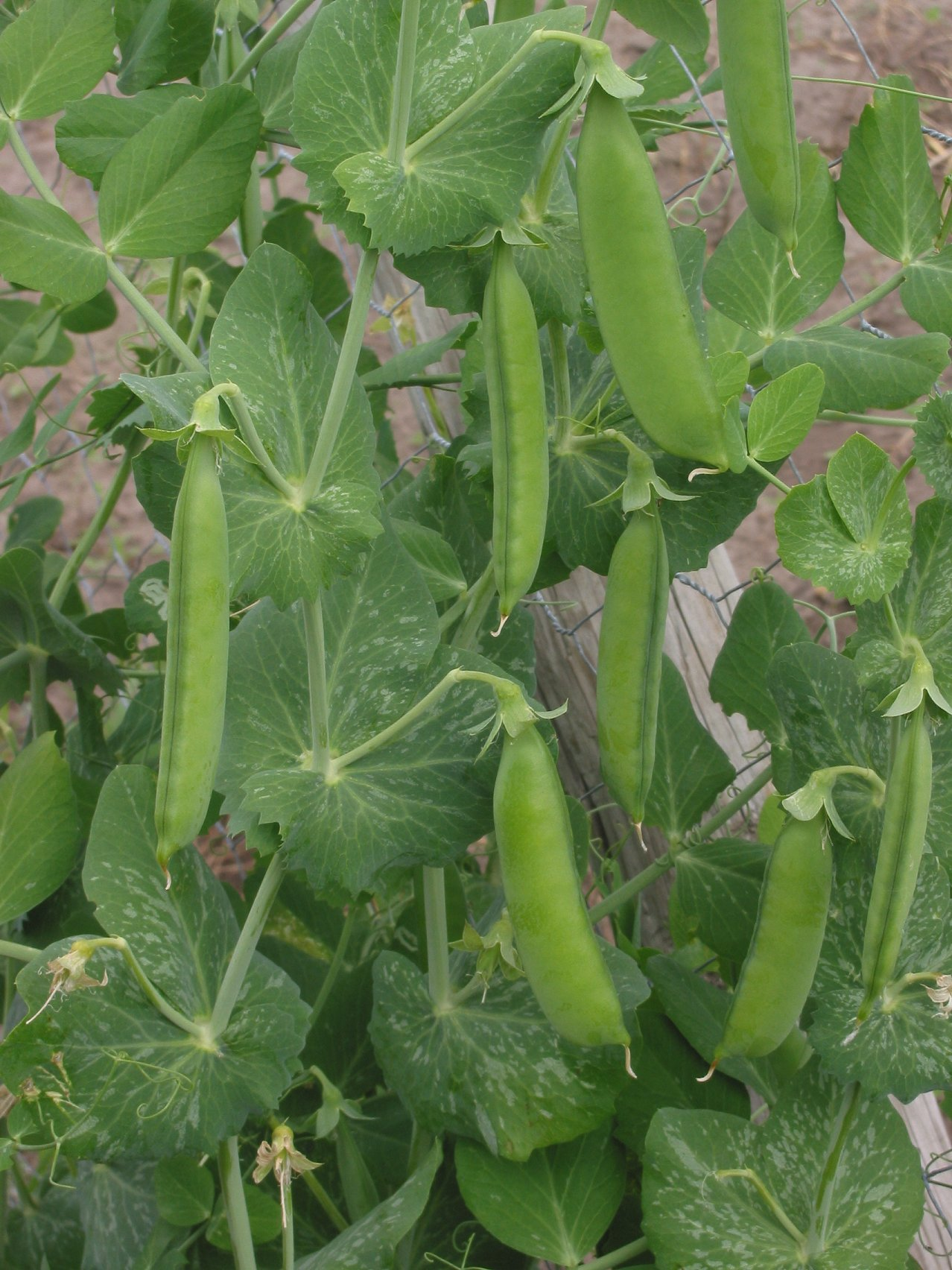
Lusky hrachu

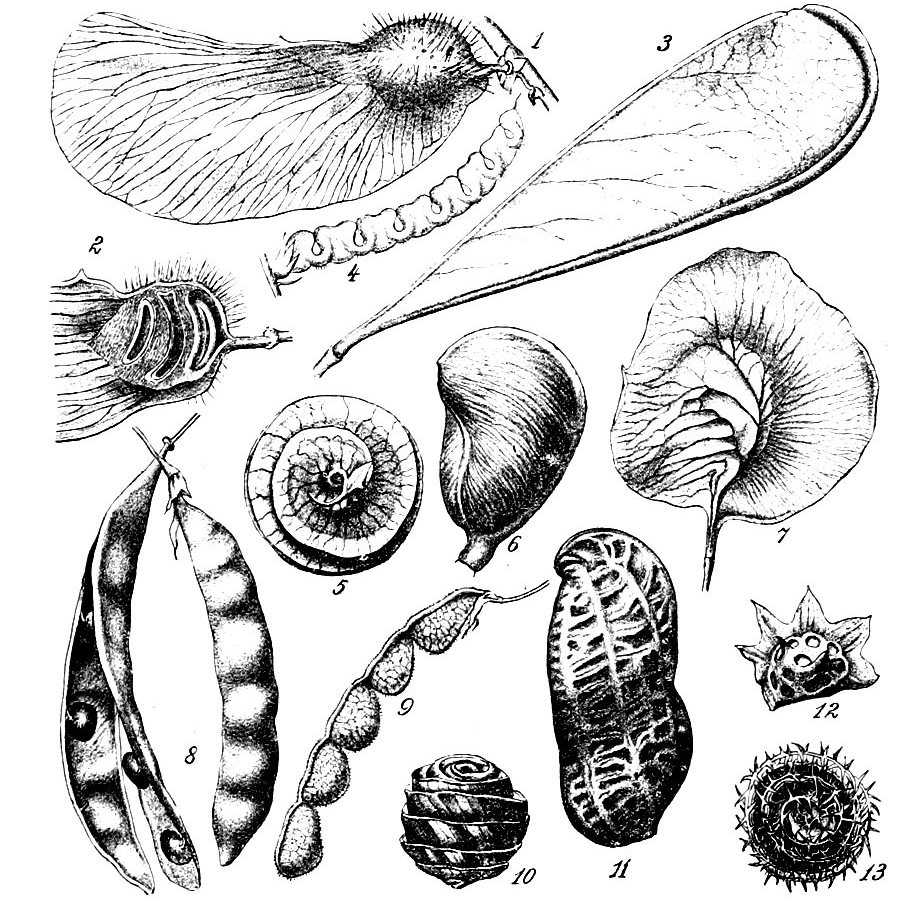
Nákres rozličných lusků bobovitých rostlin

Lusk (lat. legumen) je suchý pukavý jednoplodolistový plod, řazený mezi plody apokarpní. Vzniká totiž z apokarpického gynecea, které je monomerické (monokarpelové). Obvykle puká dvěma švy (chlopněmi), které se běžně označují jako břišní a hřbetní. Po puknutí lusku dochází k vláhojevným pohybům a často se obě části lusku nakonec různě šroubovitě zkrucují. V určitých případech však vůbec nepuká (např. u vičenců, Onobrychis). Typické lusky je možné nalézt u zástupců čeledi bobovité (Fabaceae, např. hrách setý).

## Luštěniny
Luštěniny je souhrnné označení pro skupinu rostlin plodících lusky. Po obilninách jsou luštěniny druhým nejdůležitějším zdrojem potravin rostlinného původu. Používají se výhradně jako zelenina (plody odrůd fazolu obecného a cukrových odrůd hrachu) nebo jako koření (tamarind indický), nebo se konzumují pouze semena (hrách, bob, sója, čočka, cizrna, arašídy).   